# أتيت ويجونو
أتيت ويجونو مواليد 11 مارس 1951 في سيربون، جاوة، إندونيسيا، هو لاعب كرة مضرب إندونيسي سابق.